# Bullet in the Head (Lied)
Bullet in the Head ist ein Song der US-amerikanischen Band Rage Against the Machine, der erstmals 1992 auf ihrem Debütalbum veröffentlicht und als zweite Single aus diesem ausgekoppelt wurde.

## Entstehung und Inhalt
Es handelt sich um einen Alternative-Metal-Song mit gerappten oder geshoutetem Text. Der Protagonist kritisiert die Regierung, die die Menschen über die Medien kontrolliere, die diesen aber auch bereitwillig glaubten; dadurch sei jeder Haushalt wie Alcatraz. Der Song wurde von den Bandmitgliedern selbst geschrieben und von der Band mit Garth Richardson produziert. Er wurde direkt vom ersten Demo der Band, das ebenfalls selbstbetitelt war, übernommen.

„Believin all the lies that they’re tellin ya / Buyin all the products that they’re sellin ya / they say, ‚Jump‘ and ya say, ‚How high?‘ / Ya brain-dead! Ya gotta fuckin’ bullet in ya head!“

## Musikvideo
Zu dem Song wurde auch ein Musikvideo gedreht. Drehort war eine alte Lagerhalle in New York City. Es handelt sich um einen Liveauftritt für die Sendung The Late Show der BBC. Tom Morello sagte: „The tour bus pulled up in front of the BBC studio, we ran through the song once in front of the cameras, then left to play a club that night.“ Das Video erschien auch auf der 1997 veröffentlichten selbstbetitelten DVD der Band.

## Rezeption
Der Song erreichte Platz 16 der britischen Charts. Bullet in the Head wird zudem im Song I Won't Have It von Pennywise von ihrem Album About Time erwähnt. Auch erscheint Zack de la Rochas Name im Booklet des Albums nahe dem Text.
Im April 1996 sollte die Band das Stück als zweiten Song in einer Folge der Show Saturday Night Live spielen. Die Band wurde jedoch nach dem ersten Stück aus der Sendung geworfen, nachdem sie umgedrehte amerikanische Flaggen von ihren Verstärkern gehängt hatte.